# 黃連煜
黃連煜（1960年8月14日—），台灣創作歌手、音樂製作人，生於苗栗縣頭份市。從1992年開始與陳昇組成新寶島康樂隊，後續發行6張個人專輯。黃連煜的創作，將客家音樂帶進主流。
黃連煜在2008年，於第19屆金曲獎以「BANANA」拿下最佳客語專輯獎及最佳客語歌手獎，七年後（2015年）於第26屆金曲獎以「山歌一條路」拿下最佳客語專輯獎及最佳客語歌手獎，隔三年（2018年）於第29屆金曲獎以「黃泥路」拿下最佳客語專輯獎。2022年，黃連煜以「滅人山」一連奪下第33屆金曲獎最佳客語歌手獎及最佳客語專輯獎，他也締造第4次獲得金曲最佳客語專輯獎、第3次拿金曲最佳客語歌手的紀錄 （页面存档备份，存于），「滅人山」也入圍年度歌曲獎。

## 生平
- 1982年：聯合工專機械工程科設計組畢業。
- 1984年-1988年：於嘉馬電子、南屏電子、能達佳電子等三家公司擔任機構工程師。
- 1988年：自創「印章筆」，開設匯懋企業有限公司（一年倒閉）。
- 1989年：美國運通、飛行白宮等公司上班。
- 1990年4月：捷奏錄音室錄音師。
- 1992年7月：新寶島康樂隊 首張專輯《多情兄》發行。
- 1995年-2007年：曾開5間餐廳及夜店。
- 1997年-2011年：與陳昇對新寶島康樂隊發展產生歧見，黃連煜退團，直到第八張專輯《腳開開》發行時才歸隊。

## 爭議

### 性侵指控
- 2023年6月8日，有女性網友發文指稱遭黃連煜趁機性侵，黃連煜對此嚴辭否認。[2]而其在講客廣播電臺的節目則被客家公共傳播基金會要求更換主持人，待司法釐清後再決定是否合作。[3]2024年9月，士林地檢署認定證據不足不起訴。[4]

## 音樂經歷
- 新寶島康樂隊期間發行多張團體專輯，曾在臺灣進行超過300場演唱會。曾獲金曲獎多次入圍，專輯成績亦列入「臺灣音樂最佳百張專輯」。
- 製作過新寶島康樂隊、金城武、劉若英、葉璦菱、張洛君、王識賢、羅時豐、李明依、胖虎樂團【Life & Live】等歌手專輯。

### 製作配樂
- 屏風表演班“西出陽關”配樂
- 2007年，客家電視台ID背景音樂 /新聞片頭音樂製作
- 客家電視臺臺歌“客家世界”[5]
- 民視臺歌“智慧之光”[6]
- 2020年，客家公共傳播基金會防疫歌曲“Yes We Can”[7]

### 新寶島康樂隊專輯
| 發行日期       | 專輯名稱         | 語言               | 唱片公司 | 曲目 |
| -------------- | ---------------- | ------------------ | -------- | --- |
| 1992年7月31日  | 《多情兄》       | 台語               | 滾石     | 曲目 1. 多情兄 2. 一佰萬 3. 阿妹 4. 在這恬靜的暗晡頭 5. 跑路英雄 6. 河壩唇的阿伯 7. 船長要抓狂 8. 水泥山 9. 理想國 10. 壞子 |
| 1994年11月25日 | 《鼓聲若響》     | 台語               | 滾石     | 曲目 1. 鼓聲若響 2. 台北附近 3. 自助餐 4. 死狗 5. 沒共樣的人 6. 賊 7. 台灣製 8. 作伴 9. 卡那崗 10. 月光華華 11. 黃昏的故鄉 12. 福爾摩莎 |
| 1995年10月27日 | 《歡聚歌》       |                    | 滾石     | 曲目 1. 歡聚歌 2. Hotelu大旅社 3. M.B.T.L. 4. 日出 5. 憲公勿語 6. 淒美燈塔 7. 錯愛 8. 寶島戀歌 9. 無緣 10. 共下飛 11. 愛與死 |
| 1996年2月9日   | 《老寶島康樂隊》 | 台語               | 滾石     | 曲目 1. 一顆流星 2. 寶島曼波 3. 跑路英雄 4. 船長要抓狂 5. 歡聚歌 6. 聽有的歌要付錢 7. 台北發的尾班車 8. 無情兄 9. 多情兄 10. 台北附近 11. 日出 |
| 1996年12月27日 | 《大地》         |                    | 滾石     | 曲目 1. 天的來了 2. 大地 3. 嚇一跳 4. 林班生活 5. 貪戀 6. 不要不要 7. 車輪埔 8. 有樂町人生 9. 牡丹 10. 迷樣的你 11. 大哥的話 12. 香蕉王 |
| 2011年6月3日   | 《八腳開開》     | 台語               | 滾石     | 曲目 1. 阿姨打 2. 錢歌 3. 崙背快車手 4. 輕輕跳舞 5. 彼個上海姑娘 6. 憨人 7. 走吧!走吧! 8. 阿嬤是媽祖魚 9. 踏車去濁水溪 10. 小鬼湖之戀 11. 再亂講 |
| 2012年11月21日 | 《第狗集》       | 台語               | 滾石     | 曲目 1. 蟾蜍姑娘 2. 吊蝦仔 3. 我的情妹啊 4. 美瑤村 5. 一個人的生活 6. 光明戲院 7. 家在高士 8. 走到這唱歌 9. 原住民的演唱會 10. 應該是柴油的 11. 路途 |
| 2014年8月1日   | 《第叔張》       | 台語               | 滾石     | 曲目 1. 可愛的馬子 2. 伐樹歌 3. 惡夢天婦羅 4. 坐大轎 5. 轉來啦 6. 粉鳥工廠 7. 祭典歌 8. 悲傷隨河壩水流走 9. 陳明美同學 10. 懷念 11. 純情天婦羅 12. 隨風飄散 |
| 2016年7月22日  | 《UP UP》        | 客語/台語/原住民語 | 滾石     | 曲目 1. 午夜狂奔 2. 驚到沒代誌 3. 回家 4. 拖拉庫 5. 唱四季(& 陳明珠) 6. 姑姑(saljin) 7. OKINAWA Blues(& 趙詠華) 8. 搖籃曲 9. 水尾郵便車(& 趙詠華) 10. 共下來跳舞 |
| 2021年8月27日  | 《剪剪花》       | 客語/台語/原住民語 | 滾石     | 曲目 1. 阿喜A車車 2. 現實的女性 3. 青春飛走了 4. vavayan (女孩) 5. 吊橋 6. 三灣戀曲 7. 剪剪花 8. 承蒙你 9. 仙山苦命郎 10. 慼心 11. 做得沒 12. 海洋之心 13. 牡丹 |
| 2024年11月29日 | 《大波浪》       | 客語/台語/原住民語 | 滾石     | 曲目 1. 心虛靡 Walking In The Fog 2. 魩仔魚Whitebait 3. Come Fly With Me 4. 我們都是快樂的原住民 We’re All Happy Indigenous Folk 5. 星仔知我心 The Stars Know My Heart 6. 大波浪Tidal Wave 7. 來去東港Let’s Go To Donggang 8. Besame Dada 9. 打鐵阿哥 Mr. Blacksmith 10. 小波浪Ripples 11. 朋友Djava 12. 叫阮第一名 We Are Champions 13. That’s It |

### 個人專輯
- 2007年7月：客語專輯《BANANA》
- 2008年12月：台語專輯《Only Love》
- 2009年12月：客語專輯《十二月古人》
- 2014年8月：客語專輯《山歌一條路》
- 2017年12月：客語專輯《黃泥路》
- 2021年12月：客語專輯《滅人山》

## 戲劇作品

### 電視劇
- 2008年：客家電視台《花樹下的約定》
- 2010年：公視《那年，雨不停國》
- 2012年：台視《罪美麗》
- 2012年：公視《含苞欲墜的每一天》
- 2021年：公視《大債時代》

### 電影
- 2000年：《晴天娃娃》
- 2012年：《逆光飛翔》
- 2019年：《理賠時光》
- 2020年：《消失的情人節》
- 2024年：《壞男孩》

## 主持節目
- 1998年：三立電視台《臺灣全紀錄》
- 2006年：客家電視台《臺灣長史物》
- 2020年：講客廣播電臺《我是東西南北香蕉人》

## 公共事務
- 第十六屆金曲獎評審
- 第二屆/第三屆/新聞局補助獨立樂團錄音評審
- 第二屆/第三屆/第四屆臺灣原創音樂大獎評審
- “飢餓三十”活動代言（1994年，與陳昇、劉若英、蕭言中）

## 獎項紀錄
| 年份 | 屆次                     | 專輯                         | 獎項                 | 入圍                         | 結果 |
| ---- | ------------------------ | ---------------------------- | -------------------- | ---------------------------- | ---- |
| 2008 | 第11屆中華音樂人交流協會 | 黃連煜《BANANA》             | 年度十大專輯         | 黃連煜《BANANA》             | 獲獎 |
| 2008 | 第19屆金曲獎             | 黃連煜《BANANA》             | 最佳客語專輯獎       | 黃連煜《BANANA》             | 獲獎 |
| 2008 | 第19屆金曲獎             | 黃連煜《BANANA》             | 最佳專輯製作人獎     | 黃連煜《BANANA》             | 提名 |
| 2008 | 第19屆金曲獎             | 黃連煜《BANANA》             | 最佳客語歌手獎       | 黃連煜《BANANA》             | 獲獎 |
| 2009 | 第20屆金曲獎             | 黃連煜《Only Love》          | 最佳台語專輯獎       | 黃連煜《Only Love》          | 提名 |
| 2010 | 第21屆金曲獎             | 黃連煜《十二月古人》         | 最佳客語專輯獎       | 黃連煜《十二月古人》         | 提名 |
| 2010 | 第21屆金曲獎             | 黃連煜《十二月古人》         | 最佳客語歌手獎       | 黃連煜《十二月古人》         | 提名 |
| 2013 | 第24屆金曲獎             | 新寶島康樂隊《第狗張》       | 最佳台語專輯獎       | 新寶島康樂隊《第狗張》       | 提名 |
| 2014 | 第5屆金音創作獎          | 黃連煜《山歌一條路》         | 最佳風格類型專輯獎   | 黃連煜《山歌一條路》         | 提名 |
| 2014 | 第5屆金音創作獎          | 黃連煜《山歌一條路》         | 最佳搖滾單曲獎       | 黃連煜〈山歌王〉             | 提名 |
| 2014 | 第5屆金音創作獎          | 黃連煜《山歌一條路》         | 最佳民謠單曲獎       | 黃連煜〈山歌一條路〉         | 提名 |
| 2014 | 第5屆金音創作獎          | 黃連煜《山歌一條路》         | 評審團獎             | 黃連煜 《山歌一條路》        | 獲獎 |
| 2015 | 第26屆金曲獎             | 黃連煜《山歌一條路》         | 最佳客語專輯獎       | 黃連煜 《山歌一條路》        | 獲獎 |
| 2015 | 第26屆金曲獎             | 黃連煜《山歌一條路》         | 最佳專輯製作人獎     | 黃連煜 《山歌一條路》        | 提名 |
| 2015 | 第26屆金曲獎             | 黃連煜《山歌一條路》         | 最佳客語歌手獎       | 黃連煜 《山歌一條路》        | 獲獎 |
| 2015 | 第26屆金曲獎             | 新寶島康樂隊《第叔張》       | 最佳演唱組合獎       | 新寶島康樂隊《第叔張》       | 提名 |
| 2015 | 第26屆金曲獎             | 新寶島康樂隊《第叔張》       | 最佳台語專輯獎       | 新寶島康樂隊《第叔張》       | 提名 |
| 2018 | 第29屆金曲獎             | 黃連煜《黃泥路》             | 年度專輯獎           | 黃連煜 《黃泥路》            | 提名 |
| 2018 | 第29屆金曲獎             | 黃連煜《黃泥路》             | 最佳客語專輯獎       | 黃連煜 《黃泥路》            | 獲獎 |
| 2018 | 第29屆金曲獎             | 黃連煜《黃泥路》             | 最佳客語歌手獎       | 黃連煜 《黃泥路》            | 提名 |
| 2018 | 第9屆金音創作獎          | 黃連煜《黃泥路》             | 最佳風格類型專輯獎   | 黃連煜 《黃泥路》            | 提名 |
| 2018 | 第9屆金音創作獎          | 黃連煜《黃泥路》             | 最佳風格類型單曲獎   | 黃連煜〈黃泥路〉             | 提名 |
| 2021 | 第56屆廣播金鐘獎         | 黃連煜《我是東西南北香蕉人》 | 流行音樂節目主持人獎 | 黃連煜《我是東西南北香蕉人》 | 獲獎 |
| 2021 | 第56屆廣播金鐘獎         | 黃連煜《我是東西南北香蕉人》 | 流行音樂節目獎       | 黃連煜《我是東西南北香蕉人》 | 獲獎 |
| 2022 | 第15屆Freshmusic Awards  | 黃連煜《滅人山》             | 年度十大專輯獎       | 黃連煜《滅人山》             | 獲獎 |
| 2022 | 第15屆Freshmusic Awards  | 黃連煜《滅人山》             | 最佳男演唱人獎       | 黃連煜《滅人山》             | 提名 |
| 2022 | 第33屆金曲獎             | 黃連煜《滅人山》             | 年度專輯獎           | 黃連煜《滅人山》             | 提名 |
| 2022 | 第33屆金曲獎             | 黃連煜《滅人山》             | 最佳客語專輯獎       | 黃連煜《滅人山》             | 獲獎 |
| 2022 | 第33屆金曲獎             | 黃連煜《滅人山》             | 最佳客語歌手獎       | 黃連煜《滅人山》             | 獲獎 |
| 2022 | 第33屆金曲獎             | 黃連煜《滅人山》             | 最佳專輯製作人獎     | 黃連煜《滅人山》             | 提名 |
| 2022 | 第33屆金曲獎             | 黃連煜《滅人山》             | 評審團獎             | 黃連煜《滅人山》             | 獲獎 |
| 2022 | 第33屆金曲獎             | 黃連煜《滅人山》             | 最佳裝幀設計獎       | 劉悅德《滅人山》             | 提名 |
| 2022 | 第33屆金曲獎             | 黃連煜《滅人山》             | 年度歌曲獎           | 黃連煜、桑布伊〈滅人山〉     | 提名 |
| 2022 | 第33屆金曲獎             | 黃連煜《滅人山》             | 最佳編曲人獎         | 黃連煜〈滅人山〉             | 提名 |
| 2022 | 第33屆金曲獎             | 新寶島康樂隊《剪剪花》       | 年度專輯獎           | 新寶島康樂隊《剪剪花》       | 提名 |
| 2022 | 第33屆金曲獎             | 新寶島康樂隊《剪剪花》       | 最佳台語專輯獎       | 新寶島康樂隊《剪剪花》       | 提名 |
| 2022 | 第33屆金曲獎             | 新寶島康樂隊《剪剪花》       | 最佳演唱組合獎       | 新寶島康樂隊《剪剪花》       | 獲獎 |
| 2022 | 第25屆中華音樂人交流協會 | 黃連煜《滅人山》             | 年度十大專輯         | 黃連煜《滅人山》             | 獲獎 |
| 2022 | 第25屆中華音樂人交流協會 | 黃連煜《滅人山》             | 年度十大單曲         | 黃連煜、桑布伊〈滅人山〉     | 獲獎 |
| 2022 | 第25屆中華音樂人交流協會 | 新寶島康樂隊《剪剪花》       | 年度十大單曲         | 新寶島康樂隊〈現實的女性〉   | 獲獎 |

## 外部連結
- （繁體中文） 黃連煜Ayugo的Facebook專頁
- （繁體中文） 黃連煜 @ INDIEVOX
- （繁體中文） 黃連煜 @ StreetVoice[永久]
- （繁體中文） YouTube上的黃連煜頻道
- （繁體中文） 黃連煜 @ 痞客邦網誌 （页面存档备份，存于）
- （简体中文） 黃連煜的新浪微博
- （繁體中文） 貳樓音樂
- 黃連煜在互联网电影资料库（IMDb）上的資料（英文）（英文）
- 黃連煜在时光网上的簡介（简体中文）
- 黃連煜在豆瓣上的资料（简体中文）